# Преториус, Мартинус Вессел
Мартинус Вессел Преториус (африк. Marthinus Wessel Pretorius; 17 сентября 1819 — 19 мая 1901) — южноафриканский политический деятель, сын Андриса Преториуса; первый президент Южно-Африканской республики (Трансвааля) (1857—1860, 1864—1871), президент Оранжевого Свободного государства (1860—1862).

## Биография
Рождённый под Юнион-Джеком, Мартинус Преториус стал в дальнейшем одним из самоотверженных строителей национальной государственности буров. Сопровождал своего отца в походах 1837—1838 годов.
После смерти отца в 1853 году, Мартинус Преториус был избран чеф-коммандантом (коммандант-генералом) Республики Винбург-Почефструм, основанный бурскими переселенцами, «перешагнувшими» реку Вааль. Мартинус незамедлительно перебрался со своей фермы Колкувел (около Брудерструма) в Почефструм. Мартинус Преториус был последним главой Республики Винбург-Почефструм с 1853 по 1855 гг.
В 1854 году 10 бурских женщин и детей пали от рук племени макапан. Преториус отомстил за злодеяние, возглавив карательную экспедицию, в ходе которой были убиты 3000 членов племени макапан.
В 1855 году чеф-коммандант Преториус основал новый город: Претория-Филадельфия, в честь своего отца и его братьев. Но город стал известен под более коротким названием — Претория. Через пять лет сюда была перенесена из Почефструма столица Южно-Африканской республики (Трансвааля)
Преториус был одержим идеей добиться объединения Южно-Африканской республики и Свободного Оранжевого государства, ради чего даже отказался от поста президента Трансвааля и занял аналогичную должность в Блумфонтейне. Этот смелый шаг вызвал в республике серьёзный политических кризис. Сторонники Стефануса Схумана, генерал-комманданта и президента Трансвааля (1860—1862), составившие так называемую Народную армию, и М. В. Преториуса, образовавшие Армию государства, — перешли к вооруженной конфронтации. Противостояние закончилось в 1864 году, когда Преториус вновь занял должность президента Трансвааля.
Борьба за власть между правителями округов, постоянные стычки с африканцами ухудшали тяжелое экономическое и политическое положение Трансвааля. Во второй половине 1860-х годов власти республики даже вынуждены были пойти на эвакуацию части бурских поселений с северной границы республики, так как не могли обеспечить необходимую защиту от набегов со стороны африканцев. Другим серьёзным ударом по престижу Трансвааля стала неудача в борьбе с Великобританией за спорные территории в районе слияния рек Оранжевая и Вааль, где в конце 1860-х годов были обнаружены крупнейшие месторождения алмазов. Преториус пытался отстоять приоритет Трансвааля на обладание Алмазным полями (как стали называть эту область), но действовал так неудачно, что именно на него возложили всю вину за их потерю. В результате, в 1872 году новым президентом стал Т. Ф. Бюргерс.
В 1880 году, в период борьбы буров против аннексии Трансвааля Великобританией, Преториус — наряду с П. Крюгером и П. Жубером — стал членом правящего триумвирата. В 1881 году именно он подписал с британскими представителями в Претории конвенцию, по которой Великобритания признавала независимость Трансвааля.
Умер Мартинус Преториус в Почефструме в 1901 году, во время очередной войны с «Владычицей морей».

## Память
- в честь М. В. Преториуса был назван построенный в Великобритании фрегат ВМС ЮАР F-145 "Президент Преториус"[2]